# Adrenaline Motorsport

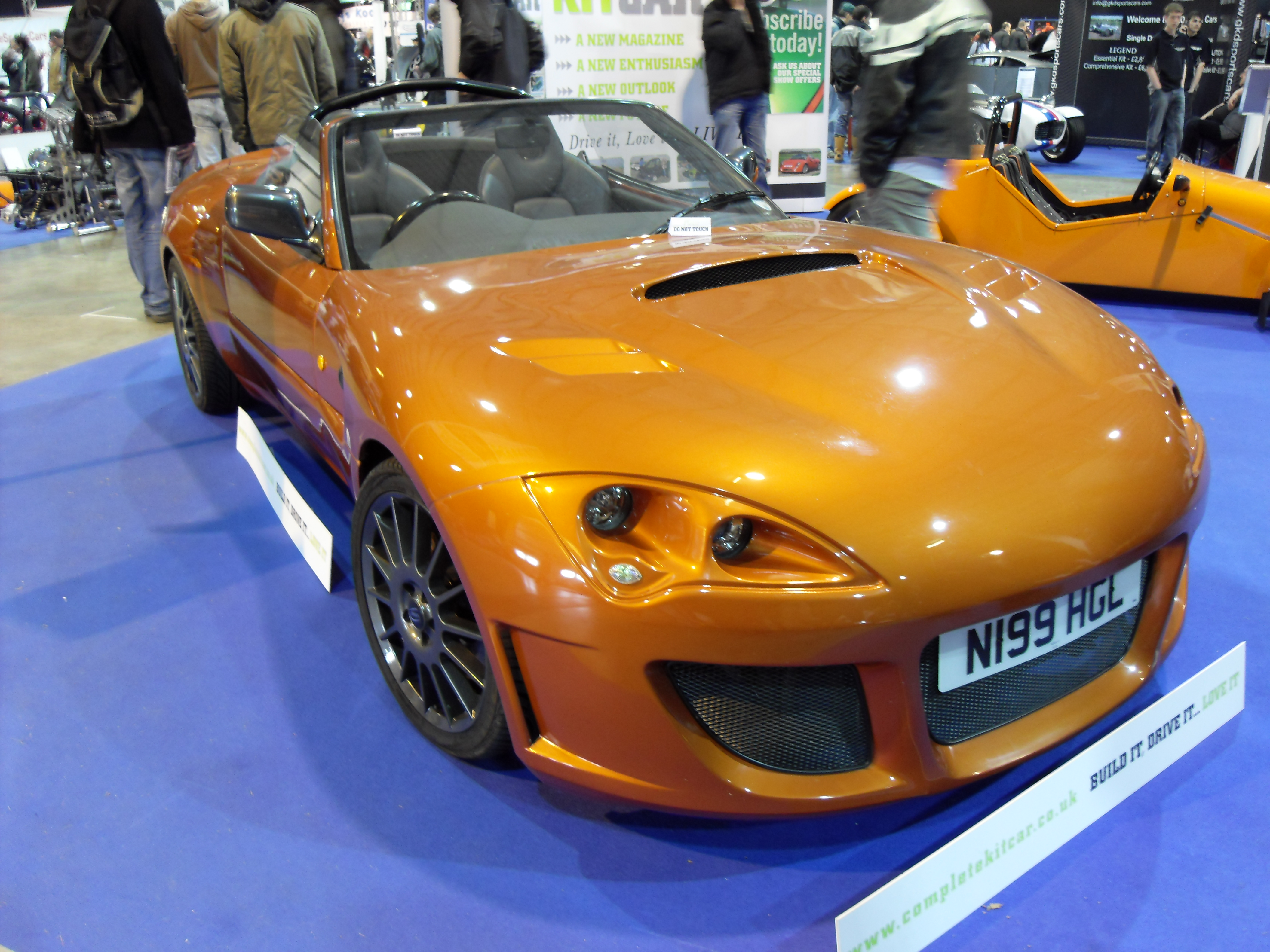
Adrenaline Murtaya

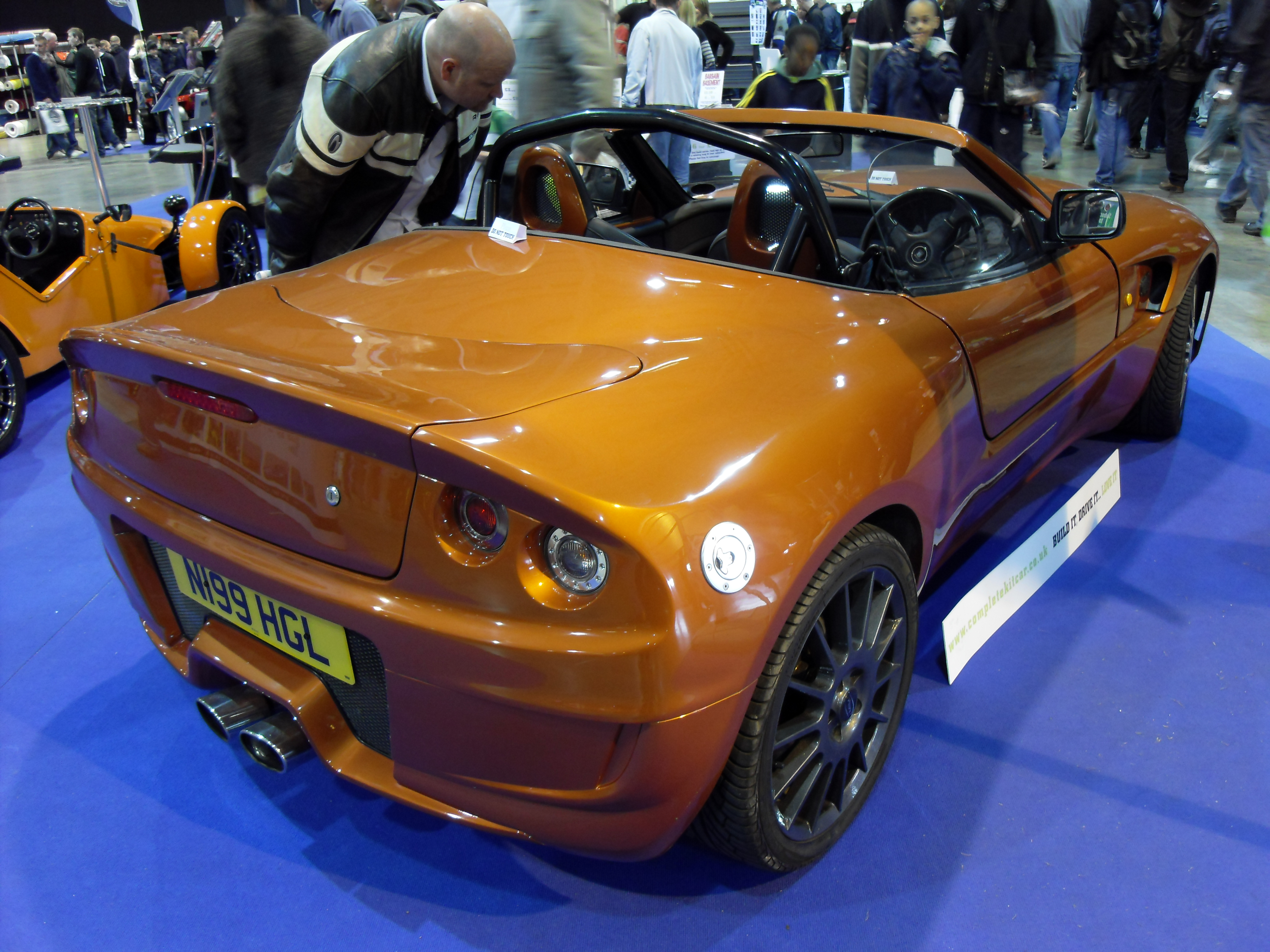
Heckansicht

Adrenaline Motorsport Limited war ein britischer Hersteller von Automobilen.

## Unternehmensgeschichte
Daniel Jefferson Muir, Tom Richard Taylor, Neil Yates und Martyn Sutherland gründeten das Unternehmen am 21. Oktober 2005 in St Columb Major in der Grafschaft Cornwall. Sie begannen mit der Produktion von Automobilen und Kits. Die Markennamen lauteten Adrenaline, Minari und Toniq. Sutherland gab am 11. April 2006 seinen Direktorenposten auf. Am 7. März 2008 zog das Unternehmen nach Bodmin in Cornwall und am 25. März 2010 nach Lutterworth in Leicestershire. 2010 endete die Produktion. Am 15. April 2010 geriet das Unternehmen in Insolvenz und wurde am 26. April 2011 aufgelöst.
Insgesamt entstanden etwa 57 Exemplare.

## Fahrzeuge

### Markenname Adrenaline
Das einzige Modell war der Murtaya. Der Name setzte sich aus Teilen der Nachnamen von drei Firmengründern zusammen. Dies war ein zweisitziger Roadster. Ein Vierzylinder-Boxermotor vom Subaru Impreza trieb die Fahrzeuge an. Von diesem Modell entstanden zwischen 2007 und 2009 etwa 45 Fahrzeuge. Murtaya Sports Cars setzte die Produktion ab 2010 unter eigenem Markennamen fort.

### Markenname Minari
Adrenaline Motorsport setzte ab 2006 die Produktion der bis 2000 von Minari Engineering hergestellten Modelle Roadsport und RSR unter Beibehaltung des Markennamens Minari fort. Dies waren ebenfalls Roadster, wobei die Sportausführung RSR ohne Windschutzscheibe ausgeliefert wurde. Peninsula Sportscars setzt die Produktion seit 2008 fort. Insgesamt entstanden bisher etwa 130 Roadsport und 4 RSR bei den drei Herstellern zusammen.

### Markenname Toniq
Zwischen 2006 und 2009 entstand der R. Dieses Fahrzeug im Stil des Lotus Seven war ursprünglich von Stuart Taylor Motorsport entworfen worden. Toniq Sportscars setzt die Produktion seit 2009 fort.